# Séverni (Oktiábrskoye, Kurgáninsk, Krasnodar)
Séverni (del ruso: Северный), es un posiólok del raión de Kurgáninsk del krai de Krasnodar, en Rusia. Está situado en la región entre las llanuras de Kubán-Priazov y las estribaciones septentrionales del Cáucaso, a orillas del arroyo Siniuja, pequeño tributario del río Chamlyk, afluente del Labá, de la cuenca del Kubán, 25 km al norte de Kurgáninsk y 132 km al este de Krasnodar. Tenía 127 habitantes en 2010
Pertenece al municipio Oktiábrskoye.